# کیسه شن

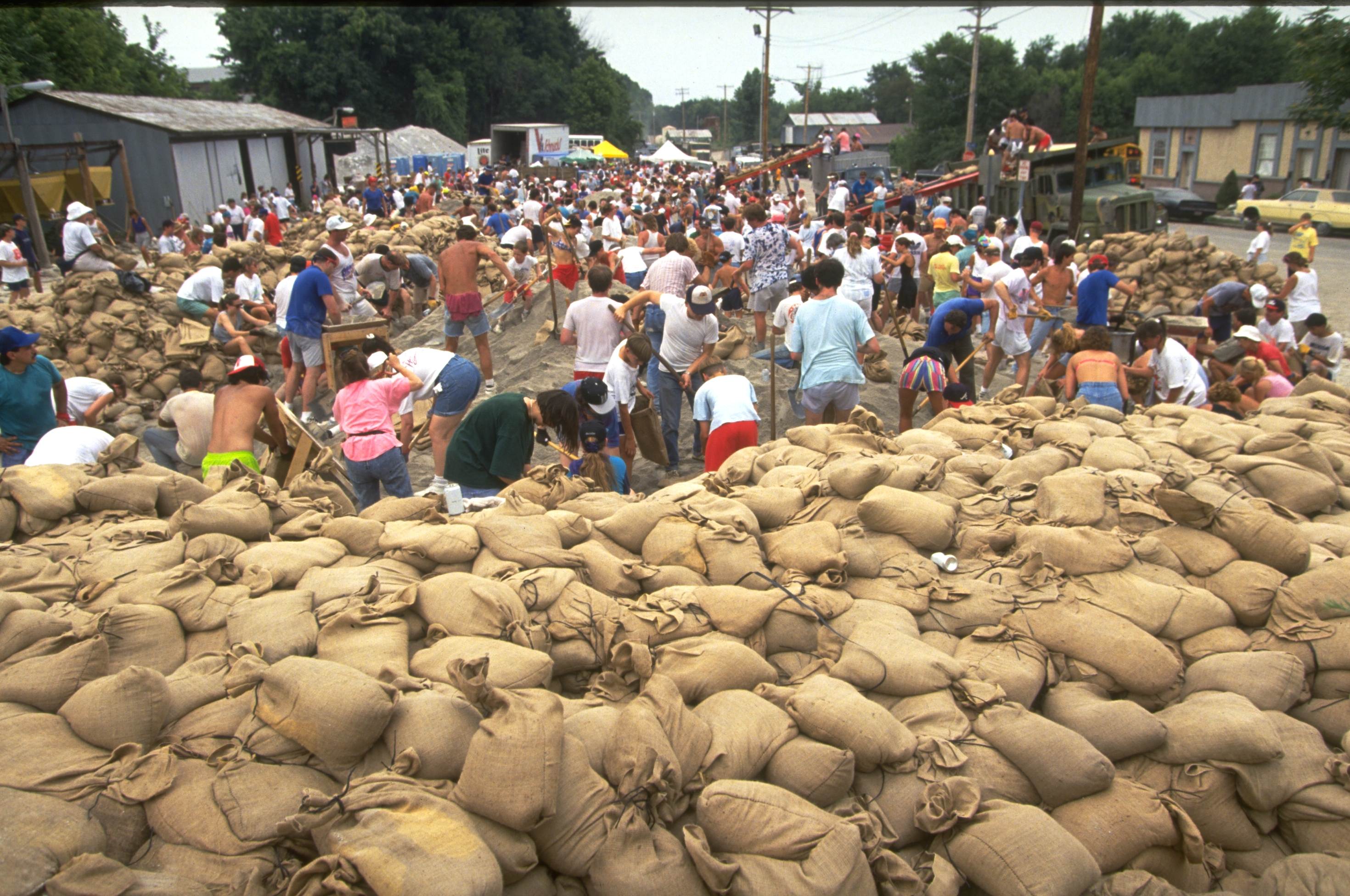
ساکنان و داوطلبان در جریان سیل رودخانه‌های می‌سی‌سی‌پی و میسوری در سال ۱۹۹۳، کیسه‌های شن را پر می‌کنند.

کیسه شن یا کیسه خاک کیسه یا گونی ساخته شده از کرباس، پلی‌پروپیلن یا سایر مواد محکم است که با شن، ماسه یا خاک پر می‌شود و برای اهدافی مانند مهار سیل، استحکامات نظامی در سنگرها و پناهگاه‌ها، محافظت از پنجره‌های شیشه‌ای در مناطق جنگی، بالاست، وزنه تعادل و سایر کاربردهایی که نیاز به استحکامات متحرک دارند، مانند اضافه کردن حفاظت اضافی بداهه به وسایل نقلیه زرهی یا تانک‌ها، استفاده می‌شود.
مزایای آن این است که کیسه‌ها و شن، ارزان هستند. کیسه‌ها در حالت خالی، جمع و جور و سبک هستند تا نگهداری و حمل و نقل آنها آسان باشد. می‌توان آنها را خالی به محل آورد و با شن یا خاک محلی پر کرد. معایب آن این است که پر کردن کیسه‌ها کار سختی است. بدون آموزش مناسب، دیوارهای کیسه شن می‌توانند به‌طور نامناسب ساخته شوند و باعث شوند که در ارتفاع پایین‌تر از حد انتظار، هنگام استفاده در اهداف کنترل سیل، از بین بروند. آنها می‌توانند پس از استقرار، در برابر آفتاب و عناصر محیطی زودرس تخریب شوند. همچنین می‌توانند توسط فاضلاب موجود در آب‌های سیل آلوده شوند و پس از فروکش کردن آب‌های سیل، مقابله با آنها دشوار شود. در زمینه نظامی، زره‌پوش کردن تانک‌ها یا نفربرهای زرهی با کیسه‌های شن در برابر توپ‌ها مؤثر نیست (اگرچه ممکن است در برابر برخی از سلاح‌های کوچک محافظت ایجاد کند).
کیسه‌های شن به‌طور سنتی به صورت دستی و با استفاده از بیل پر می‌شدند. از دهه ۱۹۹۰، پر کردن با دستگاه رایج‌تر شده است و امکان انجام سریع‌تر و کارآمدتر کار را فراهم می‌کند.